# Marcin Skonieczka
Marcin Seweryn Skonieczka (ur. 9 listopada 1978 w Chełmnie) – polski samorządowiec i polityk, wójt gminy Płużnica (2010–2023), poseł na Sejm X kadencji (od 2023).

## Życiorys
Absolwent Akademii Ekonomicznej w Poznaniu. Ukończył również programy Szkoła Liderów Społeczeństwa Obywatelskiego oraz Leadership Academy for Poland. Współtworzył i kierował lokalnym stowarzyszeniem zajmującym się realizacją projektów na rzecz gminy Płużnica.
W 2006 bez powodzenia kandydował na urząd wójta Płużnicy, przegrywając w drugiej turze głosowania. Został natomiast wybrany na tę funkcję w kolejnych wyborach samorządowych w 2010. Z powodzeniem ubiegał się o reelekcję w 2014 i 2018. W 2019 bez powodzenia kandydował na posła z ostatniego miejsca na liście Koalicji Obywatelskiej w okręgu toruńskim, otrzymując 3983 głosy.
Dołączył później do Polski 2050 Szymona Hołowni, objął funkcję sekretarza partii w regionie kujawsko-pomorskim. W wyborach parlamentarnych w 2023 uzyskał mandat posła X kadencji z okręgu toruńskiego, startując z drugiego miejsca na liście Trzeciej Drogi i zdobywając 11 864 głosy. Został wiceprzewodniczącym Komisji Samorządu Terytorialnego i Polityki Regionalnej oraz członkiem Komisji Rolnictwa i Rozwoju Wsi. W 2024 z ramienia Trzeciej Drogi wystartował w wyborach do Parlamentu Europejskiego z okręgu nr 2.

## Wyniki w wyborach ogólnopolskich
| Wybory | Komitet wyborczy                | Komitet wyborczy     | Organ            | Okręg        | Wynik          |
| ------ | ------------------------------- | -------------------- | ---------------- | ------------ | -------------- |
| 2019   |                                 | Koalicja Obywatelska | Sejm IX kadencji | nr 5         | 3983 (0,88%)   |
| 2023   |                                 | Trzecia Droga        | Sejm X kadencji  | nr 5         | 11 864 (2,21%) |
| 2024   | Parlament Europejski X kadencji | Trzecia Droga        | nr 2             | 3959 (0,73%) |                |